# Francisco Bernardo de Quirós
Francisco Bernardo de Quirós, född 1580, död 1668, var en spansk skald.
Hans Obras (1656) innehåller romanen Aventuros de don Fruela, 10 entremeses, nämligen Del toreador don Babilés, Del poeta remendón, De mentiras de cazadores y toreadores, De los viudos al uso, Del marido hasta el infierno, De la burla del pozo, De don Estanislao, De ir por lana y volver trasquilado, De las fiestas del ardea och De los sacristanes burlados samt Comedia famosa del hermano de su hermana, som är en av de bästa komedierna från denna tid. I samlingen Ociocidad entretenida en varios entremeses et cetera (1668) finns dessutom av Quirós arbeten La luna de la Sagra, Santa Juana de la Cruz, Olvidar amando, El cerco de Tagarete, Mal contento, Manta, Cuero och Como. Vidare är att nämna bland andra entremeses El muerto, Eufrasia y Tronera och El baile de Periquillo, non durmas.

## Fotnoter
1. ↑  BNE:s auktoritetsdata, BNE-ID: XX1071228, läs online, läst: 3 juni 2020.[källa från Wikidata]